# 라스카좁카역
라스카좁카역(러시아어: Рассказовка)은 모스크바 지하철 칼리닌스코 솔른쳅스카야 선의 남쪽 종착역이다. 2018년 8월 30일에 개장했다.

## 지리
라스카좁카 역은 칼리닌스코 솔른쳅스카야 선의 마지막 역이다. 모스크바의 노보모스콥스콥스키 행정구역인 오크루그에 있는 라스카좁카 마을의 보롭스코예 고속도로가 인근에 위치하고, 노보페레델키노 구역과 접하고 있다. 이 역은 브누코보 국제공항에서 약 5km 정도 떨어져 있다.

## 구조
1면 2선의 섬식 승강장 구조이다.

## 디자인
건축 개념은 장식 스타일과 클래스 공간의 결합이다. 역의 절반은 두 가지 유형의 노선에 대한 럼보디드 체스 그림으로 구성되어 있다. 벽에는 책 판이 그려진 금속으로 된 패널과 유명한 사람들의 인용문이 있는 휴게실이 그려져 있다. 이 역은 정확한 기하학적 형태의 램프에 의해 조명되며, 선로를 따라 조명이 숨겨져 있다. 또한, 열의 바닥과 역명판도 건축적인 조명이 적용되어 있다.

## 계획
칼리닌스코 솔른쳅스카야 선은 향후 브누코보 국제공항으로 연장될 것이다. 모스크바 건설부장에 따르면, 2020년 이후에 연장을 위한 작업이 착수될 예정이라고 하였다.

## 사진

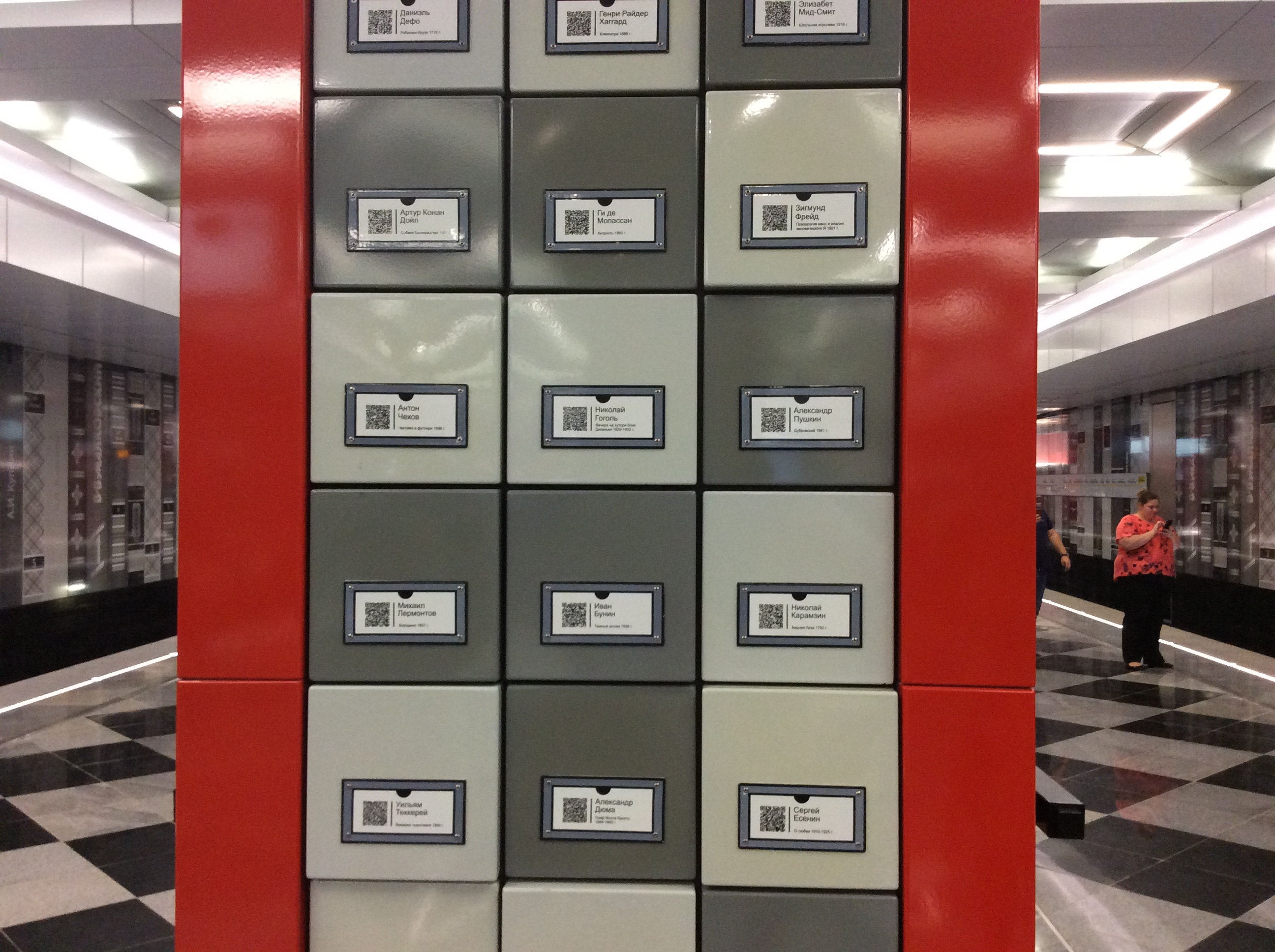
체스모양 기둥 장식
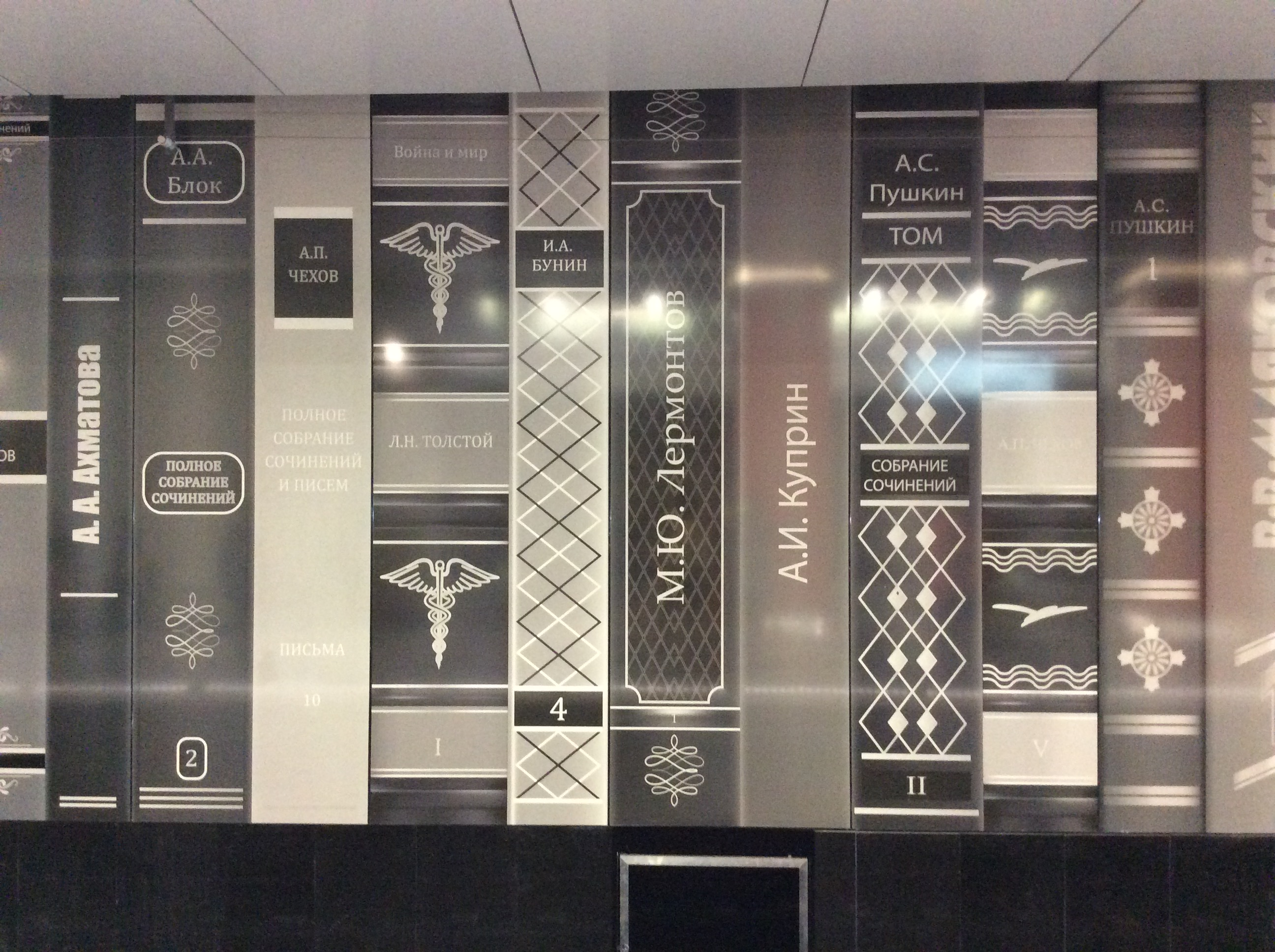
벽 장식
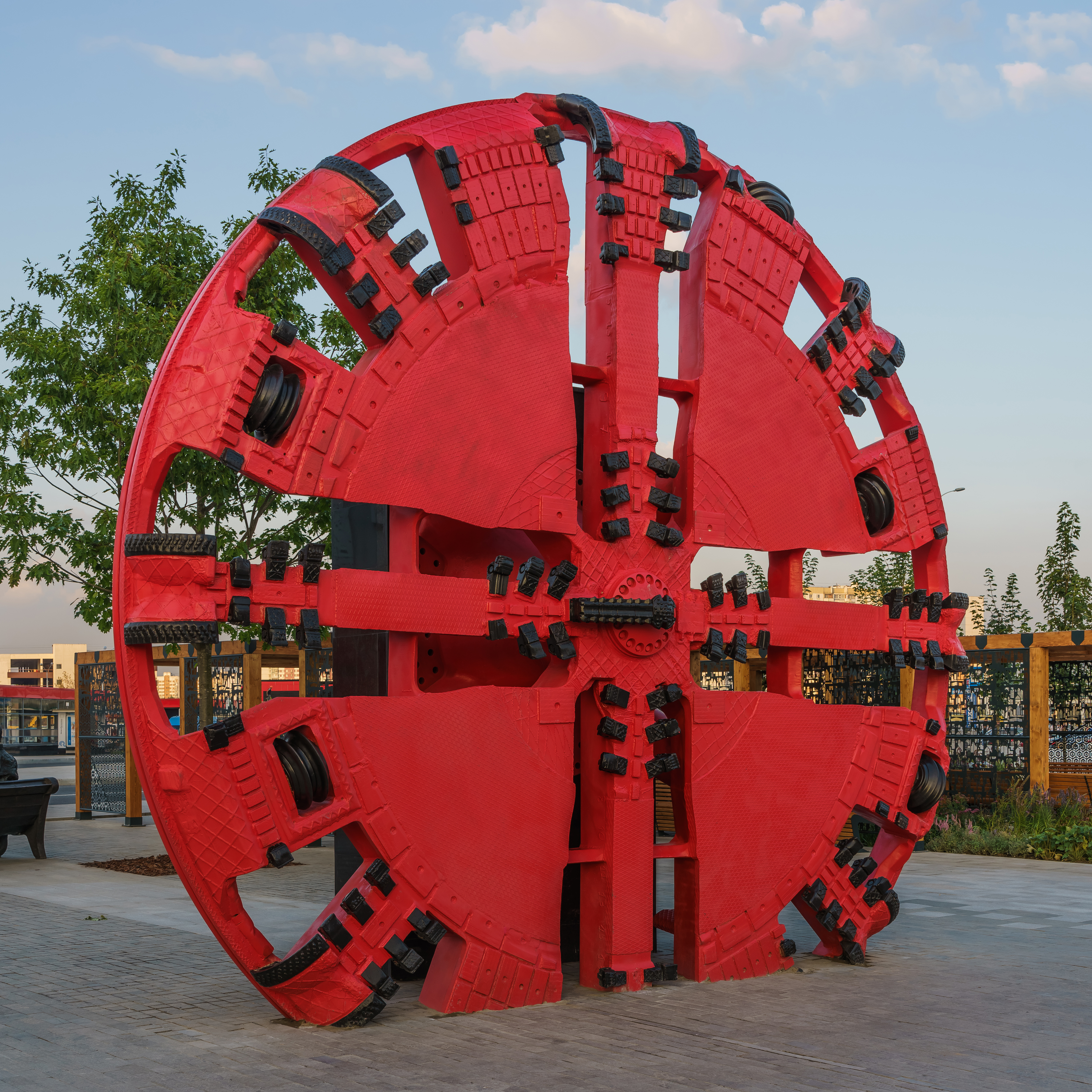
출입구 앞 조각작품

## 같이 보기
- (러시아어) mosmetro.ru
- (러시아어) stroi.mos.ru 보관됨 2021-12-12 - 웨이백 머신